# Złota Piłka 2008

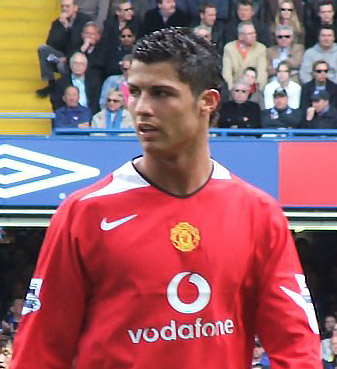
Zdobywca Złotej Piłki 2008, Cristiano Ronaldo

Złota Piłka 2008 była przyznawana najlepszemu piłkarzowi na świecie w roku 2008. 2 grudnia 2008 roku otrzymał ją Cristiano Ronaldo.
Ronaldo jest trzecim Portugalczykiem, który otrzymał tę nagrodę. Przed nimi był Eusébio (1965) oraz Luís Figo (2000).

## Ranking
| #  | Imię i nazwisko     | Klub              | Narodowość               | Punkty |
| -- | ------------------- | ----------------- | ------------------------ | ------ |
| 1  | Cristiano Ronaldo   | Manchester United | Portugalia               | 446    |
| 2  | Lionel Messi        | FC Barcelona      | Argentyna                | 281    |
| 3  | Fernando Torres     | Liverpool         | Hiszpania                | 179    |
| 4  | Iker Casillas       | Real Madryt       | Hiszpania                | 133    |
| 5  | Xavi                | FC Barcelona      | Hiszpania                | 97     |
| 6  | Andriej Arszawin    | Zenit Petersburg  | Rosja                    | 64     |
| 7  | David Villa         | Valencia CF       | Hiszpania                | 55     |
| 8  | Kaká                | A.C. Milan        | Brazylia                 | 31     |
| 9  | Zlatan Ibrahimović  | Inter Mediolan    | Szwecja                  | 30     |
| 10 | Steven Gerrard      | Liverpool         | Anglia                   | 28     |
| 11 | Marcos Senna        | Villarreal CF     | Hiszpania                | 16     |
| 12 | Emmanuel Adebayor   | Arsenal F.C.      | Togo                     | 12     |
| 13 | Wayne Rooney        | Manchester United | Anglia                   | 11     |
| 14 | Sergio Agüero       | Atlético Madryt   | Argentyna                | 10     |
| 15 | Frank Lampard       | Chelsea F.C.      | Anglia                   | 8      |
| 16 | Franck Ribéry       | Bayern Monachium  | Francja                  | 7      |
| 17 | Samuel Eto’o        | FC Barcelona      | Kamerun                  | 6      |
| 18 | Gianluigi Buffon    | Juventus F.C.     | Włochy                   | 5      |
| 19 | Michael Ballack     | Chelsea F.C.      | Niemcy                   | 4      |
| 19 | Cesc Fàbregas       | Arsenal F.C.      | Hiszpania                | 4      |
| 21 | Didier Drogba       | Chelsea F.C.      | Wybrzeże Kości Słoniowej | 3      |
| 21 | Sergio Ramos        | Real Madryt       | Hiszpania                | 3      |
| 21 | Nemanja Vidić       | Manchester United | Serbia                   | 3      |
| 24 | Edwin van der Sar   | Manchester United | Holandia                 | 2      |
| 24 | Ruud van Nistelrooy | Real Madryt       | Holandia                 | 2      |

W dodatku pięciu graczy było nominowanych, jednak nie otrzymali żadnego głosu, byli to: Karim Benzema, Pepe, Luca Toni, Rafael van der Vaart i Jurij Żyrkow.